# 14316 Хіґасітітібу
14316 Хіґасітітібу (14316 Higashichichibu) — астероїд головного поясу, відкритий 12 березня 1977 року.
Тіссеранів параметр щодо Юпітера — 3,134.